# Humoristische Eilwagen-Reise durch die Theaterwelt
Humoristische Eilwagen-Reise durch die Theaterwelt. Tragikomisches, in bestmöglichsten Styl geschaffenes, ohne Schatten und Licht hingestelltes, mit Vermeidung alles noch nie Gesehenen, aus mehreren alten Stücken ganz neu zusammengestelltes, arrangirtes und bearbeitetes Quodlibet in zwey Acten nebst einem damit verbundenen Vorspiele, unter dem Titel: Der Theaterdiener, die Benefizvorstellung und das Quodlibet ist ein Quodlibet in zwei Akten. Es wurde am 23. Mai 1832 im Theater an der Wien als Benefizabend für den Schauspieler Friedrich Hopp aufgeführt. Ob dieser selbst oder Johann Nestroy die Zusammenstellung mit Textänderungen durchgeführt hat, ist nicht mit Sicherheit feststellbar.
In engem Zusammenhang mit diesem Werk steht das Stück Magische Eilwagenreise durch die Comödienwelt (1830).
Zu weiteren Quodlibets Nestroys und zu allgemeinen Anmerkungen über dieses Genre siehe den Artikel Die dramatischen Quodlibets von Johann Nestroy.

## Inhalt
- Vorspiel:

In seiner Theaterkanzlei lernt Pfauenfeder seine selbst geschriebene Rolle auswendig, aber dem Theaterdiener wurde inzwischen im Wirtshaus das Manuskript von einem Hund zerfetzt. In seiner Not reißt er aus anderen Manuskripten einige Seiten heraus und lässt sie neu binden. Dabei wird er von Fett belauscht, der ihn sofort an den Regisseur verrät und dabei noch Strobelkopf verhöhnt:
„Thuas rectum, et scheucha Niemandum, sagt der Lateiner.“ (Vorspiel, Scena 6)
Da in diesem Moment der Souffleur meldet, das Haus sei übervoll, wagt der Regisseur, das zufällig entstandene Quodlibet aufzuführen. Strobelkopf singt über seinen Beruf:
„Beim Theater sagt er, / A Diener seyn sagt er,
Lieber glei sagt er, / Spannts mi ein, sagt er,
Beim Fiaker sagt er, / Wie a Roß sagt er,
Dort is d'Plag sagt er, / Nit so groß.“ (Vorspiel, Scena 7)
- Der Inhalt des Quodlibets lässt sich aus dem Rollenverzeichnis und dem (unvollständigen) Manuskript ziemlich gut rekonstruieren:

Franz Ignaz von Holbeins Fridolin mit der eingeschobenen Figur des Quecksilber aus Ferdinand Raimunds Der Barometermacher auf der Zauberinsel folgt das vaterländische Stück Karl von Österreich oder Die Wunder im Erzberg, dann Die Waise und der Mörder von Frédéric Dupetit-Méré (1785–1827), eine Szene aus Friedrich Schillers Die Räuber, eine Parodie auf eine Szene aus Der Barbier von Sevilla von Gioachino Rossini, dann Karl August Lebruns Stück Nummer 777. Nun werden die Pfeffer-Rösel aus Charlotte Birch-Pfeiffers Pfeffer-Rösel oder die Frankfurter Messe mit dem Bims aus Adolf Bäuerles Aline oder Wien in einem anderen Weltteile in einer komischen Liebesszene zusammengebracht, verhaftet und erst an König Philipp II. und dann an den „Tyrannen von Padua“ Ezzelino III. da Romano ausgeliefert. Der deus ex machina Winziwinzi aus Joachim Perinets Die Belagerung von Ypsilon oder Evakathel und Schnudi befreit sie. Hugo und Elvira aus Adolf Müllners Trauerspiel Die Schuld werden durch den Alpenkönig Franz Grillparzers gerettet, ihnen folgen Madame Punkt und Joujou, ein karikiertes altes Liebespaar, das ein Duett aus Othellerl, der Mohr von Wien oder Die geheilte Eifersucht von Karl Meisl singt. Eine Automatenszene ist nicht mehr nachvollziehbar; Franz Grillparzers Sappho ermordet Sansquartier aus Zwölf Mädchen in Uniform von Louis Angely, weil sie ihn bei einem Seitensprung ertappt. Sansquartier kommt deshalb in das Geisterreich, wo er alle bekannten Geister und Gespenster des Alt-Wiener Volkstheaters trifft, die nun kreuz und quer durcheinander heiraten.

## Werksgeschichte
Dieses Quodlibet wurde im Theater an der Wien zum Vortheile des Schauspielers Friedrich Ernst Hopp anonym aufgeführt. Das Bedürfnis des Publikums nach anspruchsloser Unterhaltung, um die Schrecken der Choleraepidemie in Wien 1830/31 mit rund 2.000 Toten vergessen zu können, wurde von den Dichtern der Vorstadttheater erkannt und befriedigt. Das führte unter anderem auch zum schnellen Entstehen von Nestroys Parodie Der gefühlvolle Kerckermeister (Uraufführung am 7. Februar 1832).
Bei den anderen Quodlibets und Vorspielen Nestroys ist seine Autorenschaft unumstritten, hier liegt die Sache etwas anders. Otto Rommel geht von der Annahme aus, dieses Werk stelle wahrscheinlich eine Weiterbearbeitung der Pressburg-Grazer Magischen Eilwagenreise von 1830 dar, die Nestroy ja auf dem Theaterzettel zugeschrieben wurde. Der Theaterzettel dieses Stücks nennt jedoch Nestroy nicht, allerdings auch keinen anderen Autor oder Bearbeiter. Das ist jedoch kein sicherer Hinweis auf seine Nichtautorenschaft, denn er wurde zu dieser Zeit noch vorwiegend als Schauspieler und trotz einiger mehr oder weniger erfolgreicher Bühnenwerke noch nicht als Autor gesehen. Auch wurden solche Gelegenheitswerke meist von den Benefizianten selbst oder von jüngeren Mitgliedern des Ensembles zusammengestellt, was für sie als Routinearbeit galt. Als Benefiziant könnte es also Hopp gewesen sein, als junges Ensemblemitglied dagegen wiederum Nestroy. Dass das Werk von 1830 Vorläufer ist, scheint also nicht unmöglich – dagegen spricht, dass einige in diesem Quodlibet bearbeiteten Stücke im Wiener Werk nicht vorkommen und dass das Wiener Manuskript (siehe unten) nicht einmal Korrekturen Nestroys aufweist. Der Sammler vom 28. Juni 1832 schreibt sogar ausdrücklich Friedrich Hopp, der ein routinierter Stückeschreiber war, die Zusammenstellung zu. Dies würde auch den Umstand erklären, dass im Gegensatz zu 1830 das Werk von 1832 ein überraschendes Durcheinander (Zitat im Sammler) der Textauszüge aufwies, das sonst bei Nestroy nicht beobachtet werden konnte.
Das Vorspiel könnte auf dem früheren Vorspiel Gewissensangst, Rache, Verzeihung und Quodlibet basieren, denn die Idee, der Theaterdiener Strobelkopf setze vom Hund zerrissene Texte irgendwie zusammen, soll auch in dieser vorherigen Version vorgekommen sein. Aus dem Text ist ebenfalls nicht zu schließen, wer der Autor war, denn der Regisseur ohne Gleichen Pfauenfeder sagt kryptisch:
„Ich wünsche dem heutigen Benefizianten Glück, der Gedanke, mir in seinem Stücke die Rolle des jugendlichen Liebhabers zuzutheilen, hat ihm meine ganze Achtung erworben. […] Unter uns, Prahlerei ist meine Sache nicht, aber ihnen will ich es vertrauen – das Stück ist von mir.“ (Vorspiel, Scena 1)
Eine Passage, die, wenn überhaupt, eher auf Hopp deuten könnte, wobei es allerdings um ein fiktives Benefiz-Stück namens Paphnuzius der kurios edelmüthige Jüngling oder Der Felsensprung der Verzweiflung in das Rosenthal der Liebe geht.
Johann Nestroy gab im Vorspiel den Theaterdiener Strobelkopf, im Quodlibet den Räuberhauptmann Carl Moor, den Genius Winziwinzi, die treulose Geliebte Madame Punkt, den Veteranen Sansquartier; weitere Rollen im Vorspiel Ignaz Stahl als Regisseur Pfauenfeder, im Quodlibet Wenzel Scholz als Bierversilberer Pipinus Schildhahn, Schiffsbarbier Bims, Notarius Joujou, das Gespenst von der Bastei; der Benefiziant Friedrich Hopp als Barometermacher Quecksilber, Kuriositäteninstitutsinhaber Ali Mali Sali Quali, rosenfarbener Geist; Franz Gämmerler als Bösewicht Ritter Günther von Rollingen; Nestroys Lebensgefährtin Marie Weiler als hoch minderjährige und heurathslustige Mündel Rosine und als Donauweibchen.
Ein Manuskript von fremder Hand mit dem Text und den Gesangsstücken zum Quodlibet und dem eigenhändigen Vermerk von Direktor Carl Carl eingereicht für das K.K.p. Theat:a.d.Wien mit seiner Unterschrift und dem Datum 14t May [1]832 ist erhalten. Am Schluss ist die Zensurbewilligung der kk Polizey Hof Stelle vom 21. Mai vermerkt.

## Zeitgenössische Rezeptionen
Lediglich zwei Wiener Blätter brachten nach der Uraufführung vom 23. Mai Besprechungen.
In der Wiener Theaterzeitung von Adolf Bäuerle berichtete Franz Carl Weidmann am 29. Mai (Nr. 407, S. 427) sehr ausführlich und lobend über die Vorstellung:
„Dieses Quodlibet ist auf eine nicht unentsprechende Weise zusammengestellt und biethet mehrere ergetzliche Momente. […] Hr. Nestroy war sehr in dieser Piece beschäftigt, und ergetzte in manchen Theilen derselben auf ausgezeichnete Weise. […] Dem. Weiler hingegen sang die Arie der Rosine aus dem ‚Barbier von Sevilla‘ mit vielem Beyfalle und machte sich auch bey der sogenannten Harmonika durch ihren klaren sicheren Vortrag bestens bemerkbar.“
Erst am 28. Juni folgte eine Rezension im Sammler (Nr. 77, S. 307 f.), allerdings etwas kritischer:
„Diese Producte treten ohne Anspruch hervor, und somit darf auch keiner an sie gelegt werden, als höchstens gute Auswahl der komischen Scenen. Die Kunst hat mit diesen dramatischen Guckkasten nichts gemein, aber sie kann sie doch in ihrem Tempel, als Unmündige zwar, aber doch nicht als Unwürdige dulden. Die Zusammenstellung, welche Hr. Hopp traf, unterhielt, und somit war der Zweck erreicht. […] Dlle. Weiler sang eine italienische Arie recht artig, und Dlle. Frey das bekannte ‚Brüderlein fein‘ recht falsch. Manches Verunglückte lief zwar auch mitunter, wie z. B. das äußerst langweilige Spiel der Dlle. Revie auf der Violine – aber das Ganze unterhielt.“
Hier wurde, wie schon erwähnt, Hopps „Zusammenstellung“ genannt; ob bei den notwendigen Textumarbeitungen, vor allem beim Vorspiel, Nestroy wesentlich beteiligt oder gar federführend war, blieb wiederum offen.